# Sport-Verein Werder von 1899 1970-1971
Questa voce raccoglie le informazioni riguardanti lo Sport-Verein Werder von 1899 nelle competizioni ufficiali della stagione 1970-1971.

## Stagione
Nella stagione 1970-1971 il Werder Brema, allenato da Robert Gebhardt, concluse il campionato di Bundesliga al 10º posto. In Coppa di Germania il Werder Brema fu eliminato al primo turno dal Fortuna Düsseldorf.

## Rosa
| N. |                      | Ruolo | Calciatore             |
| -- | -------------------- | ----- | ---------------------- |
|    | Germania (bandiera)  | P     | Günter Bernard         |
|    | Germania (bandiera)  | P     | Bernd Kugler           |
|    | Germania (bandiera)  | P     | Fritz Stefens          |
|    | Germania (bandiera)  | D     | Rudi Assauer           |
|    | Germania (bandiera)  | D     | Egon Coordes           |
|    | Germania (bandiera)  | D     | Horst-Dieter Höttges   |
|    | Germania (bandiera)  | D     | Karl-Heinz Kamp        |
|    | Germania (bandiera)  | D     | Sepp Piontek           |
|    | Germania (bandiera)  | D     | Heinz Steinmann        |
|    | Germania (bandiera)  | D     | Dieter Zembski         |
|    | Danimarca (bandiera) | C     | Ole Bjørnmose          |
|    | Germania (bandiera)  | C     | Heinz-Dieter Hasebrink |

| N. |                     | Ruolo | Calciatore        |
| -- | ------------------- | ----- | ----------------- |
|    | Germania (bandiera) | C     | Herbert Meyer     |
|    | Germania (bandiera) | C     | Klaus Müller      |
|    | Germania (bandiera) | C     | Bernd Schmidt     |
|    | Germania (bandiera) | C     | Volker Schöttner  |
|    | Germania (bandiera) | C     | Arnold Schütz     |
|    | Germania (bandiera) | A     | Eckhard Deterding |
|    | Germania (bandiera) | A     | Werner Görts      |
|    | Germania (bandiera) | A     | Willi Götz        |
|    | Germania (bandiera) | A     | Bernd Lorenz      |
|    | Germania (bandiera) | A     | Werner Thelen     |
|    | Germania (bandiera) | A     | Bernd Windhausen  |

## Organigramma societario
Area tecnica
- Allenatore: Robert Gebhardt
- Allenatore in seconda:
- Preparatore dei portieri:
- Preparatori atletici:

## Calciomercato

### Sessione estiva
| Acquisti | Acquisti        | Acquisti          | Acquisti |
| R.       | Nome            | da                | Modalità |
| -------- | --------------- | ----------------- | -------- |
| D        | Rudi Assauer    | Borussia Dortmund |          |
| D        | Karl-Heinz Kamp | Opel Rüsselsheim  |          |
| A        | Werner Thelen   | Colonia           |          |

| Cessioni | Cessioni           | Cessioni  | Cessioni |
| R.       | Nome               | a         | Modalità |
| -------- | ------------------ | --------- | -------- |
| C        | John Danielsen     | Chiasso   |          |
| C        | Norbert Hoyer      | OT Bremen |          |
| A        | Walter Plaggemeyer | Göttingen |          |

## Risultati

### Bundesliga

#### Girone di andata
| Arbitro: | Heckeroth |

|             |           |          |
| Schmidt 25’ | Marcatori | 85’ Löhr |

| Arbitro: | Kindervater |

|                              |           |               |
| Kremers 23’ (rig.) Gecks 49’ | Marcatori | 80’ Bjørnmose |

| Arbitro: | Hilker |

|          |           |  |
| Ulsaß 8’ | Marcatori |  |

| Arbitro: | Mühling |

|  |           |                     |
|  | Marcatori | 59’ Dietz 81’ Budde |

| Arbitro: | Eschweiler |

|                               |           |  |
| Weiß 68’ Weidle 77’ Gress 78’ | Marcatori |  |

| Brema 19 settembre 1970, ore 15:30 CET 6ª giornata | Werder Brema | 0 – 0 referto | Hertha Berlino | Weserstadion (22 000 spett.)\| Arbitro: \| Voß \| |
| Arbitro:                                           | Voß          |               |                |                                                   |

| Arbitro: | Ott |

|  |           |                |
|  | Marcatori | 27’ Windhausen |

| Arbitro: | Seiler |

|               |           |                |
| Bjørnmose 13’ | Marcatori | 36’ Hohnhausen |

| Arbitro: | Hillebrand |

|  |           |                     |
|  | Marcatori | 43’, 57’ Windhausen |

| Arbitro: | Schröck |

|             |           |            |
| Zembski 10’ | Marcatori | 26’ Müller |

| Arbitro: | Gabor |

|           |           |                |
| Hönig 64’ | Marcatori | 86’ Windhausen |

| Brema 24 ottobre 1970, ore 15:30 CET 12ª giornata | Werder Brema | 0 – 0 referto | Hannover 96 | Weserstadion (15 000 spett.)\| Arbitro: \| Hennig \| |
| Arbitro:                                          | Hennig       |               |             |                                                      |

| Arbitro: | Tschenscher |

|                                          |           |  |
| Schulz 15’ Leopoldseder 43’ Słomiany 76’ | Marcatori |  |

| Arbitro: | Weyland |

|            |           |               |
| Schütz 30’ | Marcatori | 49’ Friedrich |

| Arbitro: | Eschweiler |

|                     |           |             |
| Roth 52’ Müller 59’ | Marcatori | 89’ Coordes |

| Arbitro: | Seiler |

|                             |           |  |
| Schütz 34’ (rig.) Görts 36’ | Marcatori |  |

| Gelsenkirchen 5 dicembre 1970, ore 15:30 CET 17ª giornata | Schalke 04 | 0 – 0 referto | Werder Brema | Glückauf-Kampfbahn (15 000 spett.)\| Arbitro: \| Betz \| |
| Arbitro:                                                  | Betz       |               |              |                                                          |

#### Girone di ritorno
| Arbitro: | Geng |

|          |           |             |
| Rupp 39’ | Marcatori | 44’ Höttges |

| Arbitro: | Gabor |

|                                  |           |             |
| Görts 15’ Hasebrink 45’ Kamp 88’ | Marcatori | 7’ Bechtold |

| Arbitro: | Siepe |

|                             |           |  |
| Görts 38’ Schütz 79’ (rig.) | Marcatori |  |

| Arbitro: | Frickel |

|                          |           |          |
| Riedl 20’ Budde 64’, 72’ | Marcatori | 77’ Kamp |

| Arbitro: | Bonacker |

|                                       |           |          |
| Deterding 2’ Schütz 84’ Hasebrink 86’ | Marcatori | 54’ Weiß |

| Arbitro: | Hillebrand |

|                             |           |           |
| Gayer 19’, 40’ Sperlich 47’ | Marcatori | 67’ Görts |

| Arbitro: | Geng |

|                                |           |               |
| Schmidt 2’ Kamp 50’ Lorenz 60’ | Marcatori | 30’ Neuberger |

| Arbitro: | Tschenscher |

|                      |           |                          |
| Erlhoff 23’ Beer 56’ | Marcatori | 28’ Lorenz 85’ Bjørnmose |

| Arbitro: | Hennig |

|             |           |  |
| Schmidt 90’ | Marcatori |  |

| Arbitro: | Meuser |

|           |           |               |
| Köppel 7’ | Marcatori | 16’ Hasebrink |

| Arbitro: | Voß |

|                        |           |                     |
| Schmidt 28’ Lorenz 87’ | Marcatori | 64’ Hönig 89’ Klier |

| Arbitro: | Wichmann |

|  |           |                                |
|  | Marcatori | 38’ Schütz 41’ Lorenz 78’ Kamp |

| Arbitro: | Tschenscher |

|                                            |           |            |
| Assauer 5’ Zembski 16’ Lorenz 58’ Kamp 65’ | Marcatori | 74’ Wenzel |

| Arbitro: | Burgers |

|                        |           |               |
| Friedrich 49’ Vogt 87’ | Marcatori | 53’ Hasebrink |

| Arbitro: | Kindervater |

|  |           |              |
|  | Marcatori | 52’ Breitner |

| Arbitro: | Geng |

|                               |           |  |
| Kobluhn 13’, 86’ Wilbertz 50’ | Marcatori |  |

| Arbitro: | Hontheim |

|  |           |            |
|  | Marcatori | 86’ Libuda |

### Coppa di Germania
| Arbitro: | Fuchs |

|                                        |           |                   |
| Herzog 76’ (rig.), 98’ (rig.) Geye 91’ | Marcatori | 89’ (rig.) Schütz |

## Statistiche

### Statistiche di squadra
| Competizione      | Punti | In casa | In casa | In casa | In casa | In casa | In casa | In trasferta | In trasferta | In trasferta | In trasferta | In trasferta | In trasferta | Totale | Totale | Totale | Totale | Totale | Totale | DR |
| Competizione      | Punti | G       | V       | N       | P       | Gf      | Gs      | G            | V            | N            | P            | Gf           | Gs           | G      | V      | N      | P      | Gf     | Gs     | DR |
| ----------------- | ----- | ------- | ------- | ------- | ------- | ------- | ------- | ------------ | ------------ | ------------ | ------------ | ------------ | ------------ | ------ | ------ | ------ | ------ | ------ | ------ | -- |
| Bundesliga        | 33    | 17      | 7       | 7       | 3       | 24      | 14      | 17           | 4            | 4            | 9            | 17           | 26           | 34     | 11     | 11     | 12     | 41     | 40     | +1 |
| Coppa di Germania | -     | 0       | 0       | 0       | 0       | 0       | 0       | 1            | 0            | 0            | 1            | 1            | 3            | 1      | 0      | 0      | 1      | 1      | 3      | -2 |
| Totale            | 33    | 17      | 7       | 7       | 3       | 24      | 14      | 18           | 4            | 4            | 10           | 18           | 29           | 35     | 11     | 11     | 13     | 42     | 43     | -1 |

### Andamento in campionato
| Giornata  | 1 | 2  | 3  | 4  | 5  | 6  | 7  | 8  | 9  | 10 | 11 | 12 | 13 | 14 | 15 | 16 | 17 | 18 | 19 | 20 | 21 | 22 | 23 | 24 | 25 | 26 | 27 | 28 | 29 | 30 | 31 | 32 | 33 | 34 |
| --------- | - | -- | -- | -- | -- | -- | -- | -- | -- | -- | -- | -- | -- | -- | -- | -- | -- | -- | -- | -- | -- | -- | -- | -- | -- | -- | -- | -- | -- | -- | -- | -- | -- | -- |
| Luogo     | C | T  | T  | C  | T  | C  | T  | C  | T  | C  | T  | C  | T  | C  | T  | C  | T  | T  | C  | C  | T  | C  | T  | C  | T  | C  | T  | C  | T  | C  | T  | C  | T  | C  |
| Risultato | N | P  | P  | P  | P  | N  | V  | N  | V  | N  | N  | N  | P  | N  | P  | V  | N  | N  | V  | V  | P  | V  | P  | V  | N  | V  | V  | N  | V  | V  | P  | P  | P  | P  |
| Posizione | 9 | 14 | 16 | 17 | 18 | 17 | 16 | 17 | 15 | 13 | 13 | 13 | 15 | 14 | 14 | 13 | 15 | 14 | 12 | 9  | 13 | 11 | 13 | 9  | 9  | 7  | 7  | 7  | 6  | 5  | 5  | 5  | 8  | 10 |

Legenda:

Luogo: C = Casa; T = Trasferta. Risultato: V = Vittoria; N = Pareggio; P = Sconfitta.

### Statistiche dei giocatori
| Giocatore     | Bundesliga | Bundesliga | Bundesliga  | Bundesliga | Coppa di Germania | Coppa di Germania | Coppa di Germania | Coppa di Germania | Totale   | Totale | Totale      | Totale     |
| Giocatore     | Presenze   | Reti       | Ammonizioni | Espulsioni | Presenze          | Reti              | Ammonizioni       | Espulsioni        | Presenze | Reti   | Ammonizioni | Espulsioni |
| ------------- | ---------- | ---------- | ----------- | ---------- | ----------------- | ----------------- | ----------------- | ----------------- | -------- | ------ | ----------- | ---------- |
| R. Assauer    | 31         | 1          | 0           | 0          | 1                 | 0                 | 0                 | 0                 | 32       | 1      | 0           | 0          |
| G. Bernard    | 33         | 0          | 0           | 0          | 1                 | 0                 | 0                 | 0                 | 34       | 0      | 0           | 0          |
| O. Bjørnmose  | 30         | 3          | 0           | 0          | 1                 | 0                 | 0                 | 0                 | 31       | 3      | 0           | 0          |
| E. Coordes    | 30         | 1          | 0           | 0          | 1                 | 0                 | 0                 | 0                 | 31       | 1      | 0           | 0          |
| E. Deterding  | 9          | 1          | 0           | 0          | 1                 | 0                 | 0                 | 0                 | 10       | 1      | 0           | 0          |
| W. Görts      | 25         | 4          | 0           | 0          | 1                 | 0                 | 0                 | 0                 | 26       | 4      | 0           | 0          |
| W. Götz       | 5          | 0          | 0           | 0          | 0                 | 0                 | 0                 | 0                 | 5        | 0      | 0           | 0          |
| H. Hasebrink  | 22         | 4          | 0           | 0          | 1                 | 0                 | 0                 | 0                 | 23       | 4      | 0           | 0          |
| H. Höttges    | 22         | 1          | 0           | 0          | 1                 | 0                 | 0                 | 0                 | 23       | 1      | 0           | 0          |
| K. Kamp       | 34         | 5          | 0           | 0          | 1                 | 0                 | 0                 | 0                 | 35       | 5      | 0           | 0          |
| B. Kugler     | 0          | 0          | 0           | 0          | 0                 | 0                 | 0                 | 0                 | 0        | 0      | 0           | 0          |
| B. Lorenz     | 26         | 5          | 0           | 0          | 0                 | 0                 | 0                 | 0                 | 26       | 5      | 0           | 0          |
| H. Meyer      | 16         | 0          | 0           | 0          | 0                 | 0                 | 0                 | 0                 | 16       | 0      | 0           | 0          |
| K. Müller     | 1          | 0          | 0           | 0          | 0                 | 0                 | 0                 | 0                 | 1        | 0      | 0           | 0          |
| S. Piontek    | 0          | 0          | 0           | 0          | 0                 | 0                 | 0                 | 0                 | 0        | 0      | 0           | 0          |
| B. Schmidt    | 32         | 4          | 0           | 0          | 1                 | 0                 | 0                 | 0                 | 33       | 4      | 0           | 0          |
| V. Schöttner  | 1          | 0          | 0           | 0          | 0                 | 0                 | 0                 | 0                 | 1        | 0      | 0           | 0          |
| A. Schütz     | 34         | 5          | 0           | 0          | 1                 | 1                 | 0                 | 0                 | 35       | 6      | 0           | 0          |
| F. Stefens    | 3          | 0          | 0           | 0          | 0                 | 0                 | 0                 | 0                 | 3        | 0      | 0           | 0          |
| H. Steinmann  | 1          | 0          | 0           | 0          | 0                 | 0                 | 0                 | 0                 | 1        | 0      | 0           | 0          |
| W. Thelen     | 15         | 0          | 0           | 0          | 0                 | 0                 | 0                 | 0                 | 15       | 0      | 0           | 0          |
| B. Windhausen | 12         | 4          | 0           | 0          | 0                 | 0                 | 0                 | 0                 | 12       | 4      | 0           | 0          |
| D. Zembski    | 34         | 2          | 0           | 0          | 1                 | 0                 | 0                 | 0                 | 35       | 2      | 0           | 0          |